# Wohnsiedlung Kehlhof
Die Wohnsiedlung Kehlhof ist eine kommunale Wohnsiedlung der Stadt Zürich in Alt-Wiedikon. Die Siedlung war 1972 bezugsbereit.

## Bauwerk
Die Siedlung liegt an der Kehlhofstrasse im Zentrum von Wiedikon sehr nahe bei der Tramhaltestelle «Schmiede Wiedikon». Sie besteht aus drei aneinander gebauten Mehrfamilienhäuser mit Flachdach – zwei haben sechs Geschosse, eines nur vier. Wegen des Strassenlärms werden die Erdgeschosse nicht zum Wohnen genutzt, sondern durch technische Räume des Tiefbauamtes belegt. In der Siedlung sind 52 Wohnungen untergebracht, davon gut die Hälfte 1-Zimmer-Wohnungen mit einer Grösse von 32 bis 36 m². Eine Tiefgarage verfügt über 29 Autoparkplätze.
2013 wurde die Siedlung einer Gesamtinstandsetzung unterzogen.